# Слъгтера
„Слъгтера“ (на английски: Slugterra) е канадски анимационен сериал на продуцентските компании Nerds Corps Entertainment. Премиерите му са по канадския Disney XD канал на 2012 г.

## Сюжет
Анимационният сериал се Слъгтера